# برنارد باس
برنارد باس (بالإنجليزية: Bernard M. Bass)‏ هو عالم نفس أمريكي، ولد في 11 يونيو 1925 في ذا برونكس في الولايات المتحدة، وتوفي في 11 أكتوبر 2007 في بينغامتون في الولايات المتحدة.